# Fabián Coelho
Fabián Coelho (Artigas, 20 de janeiro de 1977) é um ex-futebolista uruguaio que atuava como meia.

## Carreira
Fabián Coelho integrou a Seleção Uruguaia de Futebol na Copa América de 1999.

## Títulos
Uruguai
- Copa América de 1999: 2º Lugar